# Anguloa tognettiae
Anguloa tognettiae là một loài thực vật có hoa trong họ Lan. Loài này được Oakeley mô tả khoa học đầu tiên năm 1999.

## Hình ảnh

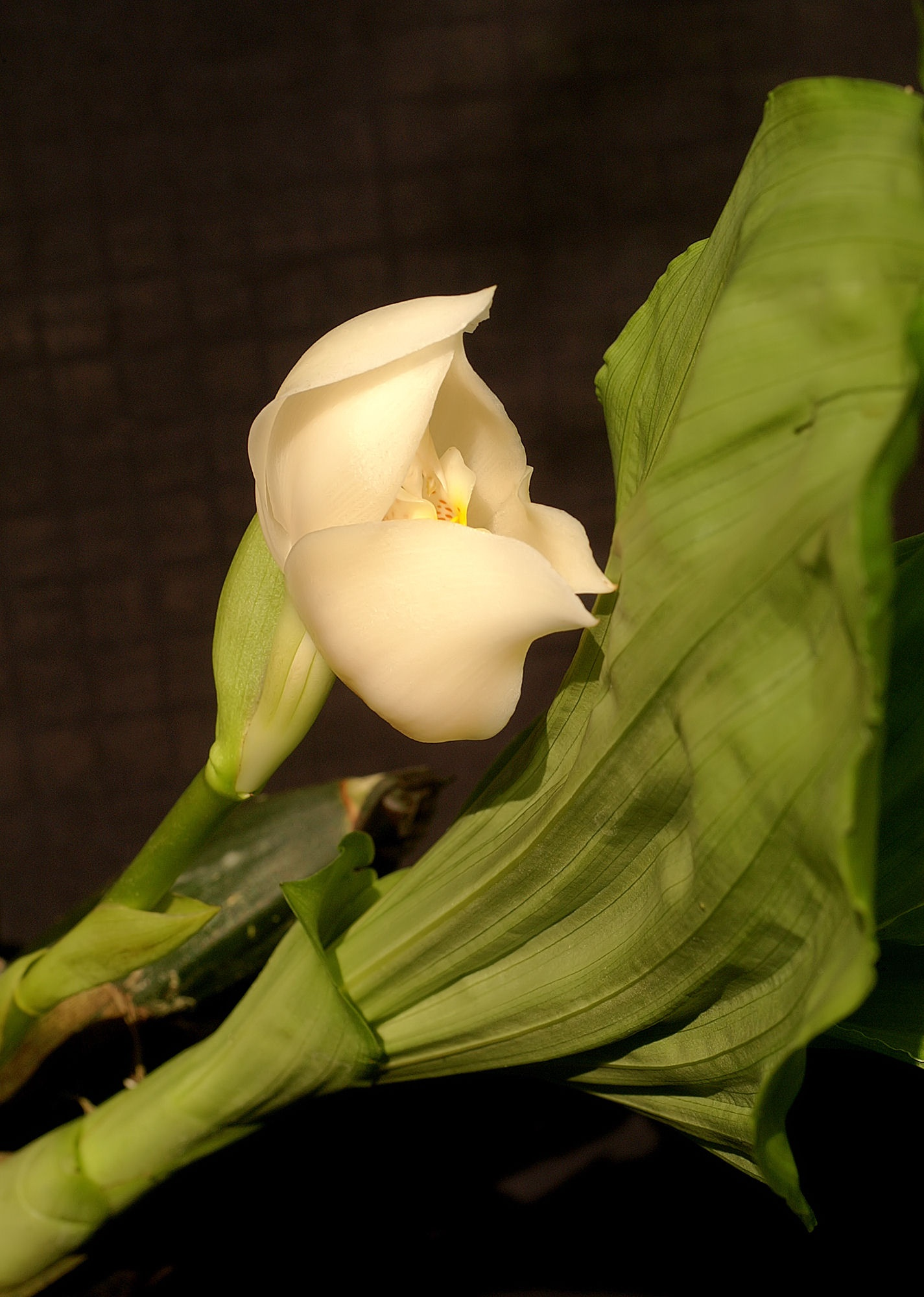